# STOP ROKKASHO
STOP ROKKASHO（ストップ ロッカショ）は、坂本龍一による反原発プロジェクト。

## 概要
青森県六ヶ所村にある六ヶ所村核燃料再処理施設による放射能汚染の危険性を訴えるため、この問題をテーマにした作品の提供をアーティストに呼びかけている。作品は公式サイトやポッドキャスティングを通じて配信され、世界中の人々に自由に再配布・加工してもらうことで、より多くの人々にこの問題を知ってもらうことを目指している。（再配布・加工の条件はクリエイティブ・コモンズの非営利サンプリング・プラス 1.0）
公式サイトではすでに70の作品が公開されており、坂本もShing02らとTEAM6を結成、テーマ曲を作成している。
2007年12月には講談社から単行本『ロッカショ 2万4000年後の地球へのメッセージ』が発売された。この本の腰巻きには「日本人は地球を殺すのですか！？」とのコピーが大書された。この本に対し「エネルギー戦略研究会」有志は内容に事実と異なる部分があまりにも多いと指摘する抗議文を提出している。
2008年10月を最後に公式サイトの更新が止まっている。TEAM6によるpodcast（英語）「stop-rokkasho podcast feed」は2006年5月14日から不定期に公開され、2008年10月28日に第93回が更新された。

## 参加アーティスト (順不同)
坂本龍一、Shing02、クリスチャン・フェネス、Yakkle、山口元輝、DJ A-1、RYOTA HAYASHIDA、AOKI TAKAMASA、ミック・カーン、高橋悠治、志賀理江子、TOMOKO YONEDA、NAOKI ISHIKAWA、HIKARU HAYASHI、YASUSHI KITAMURA、下條ユリ、RYOICHI KUROKAWA、OQTO、Alva noto、THOMAS DOLBY、ZIFFER、MATTHEW SELIGMAN、 MOTIVA.、ELEKTEL featuring KENZO SAEKI、LOGIC SYSTEM / HIDEKI MATSUTAKE、Toshinori Kondo and SUGIZO、BAJUNE TOBETA、DJ SENORINA a.k.a. G.RINA、Ryoji Ikeda、RYODAN、MIEKO SUDO、RYO(COCOBAT)、HISAYA HOJO、KEIICHIRO SHIBUYA(ATAK)、ATOM、DJ KRUSH、AKIRA KADOKAWA、OCTOPOD、SHIGERU OKADAなど

## NPOとの連携
坂本龍一とつながりの深いNPO法人ナマケモノ倶楽部が事務局を立ち上げ、坂本龍一自身も参加の元、2006年6月4日にイベント「STOP ROKKASHO ナイト」を開催した。また同年6月9日には「脱原発カフェ」を開催。坂本からのビデオメッセージや、多数のNPOの代表も参加し意見を交わした。

## イベントゲスト・司会
坂本龍一、田中優、カクマクシャカ、もりばやしみほ、Oto、中村隆市、藤村靖之、
SUGIZO、TETRA、大林ミカ、星川淳、藤田和芳、桑原茂一、南兵衛、マエキタミヤコ、枝廣淳子、高橋建吉、辻信一、小野寺愛